# Mohamed El Amine Tiouli
Mohamed El Amine Tiouli (sinh ngày 8 tháng 7 năm 1987, ở Maghnia) là một cầu thủ bóng đá người Algérie. Hiện tại anh thi đấu cho ES Sétif ở Giải bóng đá hạng nhất quốc gia Algérie.

## Sự nghiệp câu lạc bộ
Ngày 11 tháng 7 năm 2011, Tiouli ký bản hợp đồng 2 năm cùng với ES Sétif. Vào 20 tháng 9 năm 2011, anh có màn ra mắt khi đá chính trong trận đấu vòng Hai của Giải bóng đá hạng nhất quốc gia Algérie 2011–12 trước MC Alger.

## Danh hiệu
- Vô địch Cúp bóng đá Algérie 1 lần cùng với ES Sétif ở 2012